# Vepaco TV
Vepaco TV (anteriormente conocida como TVepaco) es un canal de televisión abierta venezolano que pertenece al Grupo Trust Mediático, una corporación que agrupa a varias empresas relacionadas con publicidad (Vepaco), mercadeo, telecomunicaciones y asesorías legales y financieras. Vepaco TV fue lanzado al aire el 31 de agosto de 2015 en reemplazo de La Tele.

## Historia

### Antecedentes
El 1 de junio de 2015, el logotipo de La Tele (ubicado en la esquina superior izquierda), que identificaba la señal fue reemplazado por las letras y números C 12 y, días más tarde, por TV 12. La programación fue reemplazada por videoclips, conciertos y espacios pagados por la Iglesia Universal del Reino de Dios. Al principio no se emitía el Himno Nacional ni las debidas identificaciones de programación estipuladas por la Ley de Responsabilidad Social en Radio, Televisión y Medios Electrónicos, pero esto fue subsanado posteriormente.

### Lanzamiento

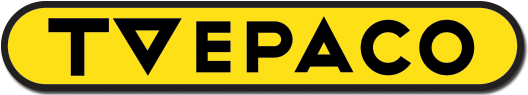
Logotipo usado como TVepaco desde 2015 hasta 2016.

El 31 de agosto de 2015, a las 06:00 am, las siglas "TV 12" desaparecen y entra al aire el nuevo canal TVepaco. 
TVepaco se alinea como canal chavista desde su inicio. La compra del canal oriental TVO y el canal Zuliana y occidente Catatumbo TV adquiridos por la empresa se hicieron como una hegemonía de programaciones, y el cambio de paquete gráfico.
El 1 de noviembre de 2016, el canal estrena un nuevo paquete gráfico y fue relanzado como Vepaco TV.

### Década de 2020
En marzo de 2020, Vepaco TV y TVO cesan sus emisiones por televisión analógica terrestre al desactivarse el Satélite Simón Bolívar. En mayo del mismo año, Vepaco TV deja de distribuirse en varias cableoperadoras al nivel nacional por el cierre de DirecTV Venezuela ya que las cableoperadoras retransmiten la señal del canal desde su servicio satelital.
El 30 de mayo de 2021, Vepaco TV regresa a la oferta de canales de DirecTV Venezuela, ahora bajo el nombre de SimpleTV.
A finales de 2022, el Grupo Trust Mediático lanzó dos servicios, su propia emisora de radio denominada Vepaco FM que emite música y variedades, al igual que su streaming hermano BTA TV.

## Programación
La programación del canal consiste en espacios hechos por productores independientes y en retransmisiones de algunos programas de Venezolana de Televisión elaborados por funcionarios públicos. También emite videos musicales. Desde el 1 de noviembre, añadió algunos espacios de producción propia. 
En 2021, transmitió la serie "Carabobo, Caminos de Libertad ". 
Contiene documentales, programas del gobierno venezolano, como "Con Maduro +" que se transmite los lunes, etc.

## Disponibilidad

### En señal abierta
Vepaco TV transmite de forma analógica por televisión terrestre en la ciudad de Caracas, en los canales 12 y 13 de la banda VHF. Además, se encuentra disponible en la plataforma satelital FTA Venezuela en el canal 26 de forma gratuita y sin encriptación.

### Televisión de Paga
Vepaco TV también transmite a través de las operadoras de pago en toda Venezuela en SimpleTV (canal 113) y CANTV Televisión Satelital (canal 12), TV Zamora, NetUno e Intercable.

### Señal en línea
Vepaco TV dispone una señal en directo a través de su página web  (vepaco.tv)  que emite dentro y fuera de Venezuela, también está disponible a través de la app de VepacoOficial para Android en Google Play, y iOS, iPhone y iPad en App Store.